# Махотин, Алексей Николаевич
Алексей Николаевич Махотин (род. 9 апреля 1961 года) — полковник внутренней службы, Герой Российской Федерации (2001), депутат Законодательного собрания Ленинградской области седьмого созыва.

## Биография
Алексей Николаевич Махотин родился 9 апреля 1961 года в селе Троицкое Новохопёрского района Воронежской области. Работал в совхозе, затем на Воронежском шинном заводе. Учился на вечернем отделении Воронежского технологического института. В 1981—1983 годах служил в Советской Армии. С детства мечтал быть военным: поступал в лётное училище, но не прошёл по здоровью. после демобилизации пошёл на службу в органы Министерства внутренних дел СССР, в оперативный полк милиции, параллельно окончил в 1989 году Ленинградский финансово-экономический институт, стал оперуполномоченным ОБХСС на морском транспорте.
С 1993 года возглавлял оперативно-боевое отделение СОБР РУБОП по Санкт-Петербургу и Ленинградской области. Командировался на Северный Кавказ во время Первой чеченской войны. В 1999 году был переведён в систему регионального управления ГУИН Министерства юстиции Российской Федерации сначала на должность заместителя по боевой и служебной подготовке отряда специального назначения «Тайфун», затем начальника оперативного отдела Управления собственной безопасности.
Командировался во главе отряда «Тайфун» в Дагестан и Чечню в период Второй чеченской войны. 11—28 февраля 2000 года, действуя в Аргунском ущелье, отряд разгромил три базы боевиков, уничтожил более 40 боевиков без потерь со своей стороны. Во время одного из боёв, А. Махотин лично уничтожил гранатами пулемётную точку противника. В боях за село Комсомольское, против бандформирования Руслана Гелаева, Махотин лично уничтожил 3 огневые точки и 5 сепаратистов, вынес на себе тяжелораненого. 7 марта 2000 года, оказавшись в окружении, А. Махотину удалось организовать круговую оборону и, нанеся противнику потери, прорваться к своим. 10 марта 2000 года лично уничтожил опорный пункт противника, устранив 20 боевиков, а затем в тот же день прорвал кольцо окружения группы военнослужащих внутренних войск. В тех боях А. Махотин получил контузию, но оставался в строю.
Указом Президента Российской Федерации в 2000 году за «проявленное мужество в боях и умелое руководство подразделением в борьбе с террористическими формированиями на Северном Кавказе» полковник внутренней службы Алексей Николаевич Махотин был удостоен звания Героя Российской Федерации с вручением медали «Золотая Звезда».
В 2001 году окончил Санкт-Петербургский университет МВД России. В 2002 году вышел в отставку. В настоящее время проживает в Санкт-Петербурге, работал сначала советником начальника ГУИН по Северо-Западному федеральному округу, затем юристом в ООО «Консультант СВ». Активно занимается общественной деятельностью.
Также награждён орденом Мужества, рядом медалей и именным оружием.
В настоящее время является проректором по режиму и безопасности Санкт-Петербургского государственного экономического университета.
В 2016 году не согласился с присвоением мосту через Дудергофский канал имени Ахмата Кадырова, в знак протеста вышел из организации Санкт-Петербурга «Совет героев».
В 2021 году был избран депутатом Законодательного собрания Ленинградской области от Сертоловского избирательного округа с результатом 51,49 % голосов.